# Frits Koeberg
Frits Ehrhardt Adriaan Koeberg (La Haia, Països Baixos, 15 de juliol de 1879 - 9 de novembre de 1961) fou un compositor neerlandès.
Va rebre educació musical en el Conservatori de la Haia i en l'Staatsakademie der Künste, de Berlín. Es va distingir coma director d'orquestres i masses corals, a Leiden i La Haia. Fou professor de composició en l'Acadèmia de Música d'aquesta última ciutat. Com a compositor es va especialitzar en aquella classes de música que exigeix emprar un gran contingent d'executants i que està destinada a representacions a l'aire lliure, festivals, etc.
Això vol dir que el seu estil és ampli, absent de tot preciosisme de detall i marcadament efectista, encara que amb recursos de bon gust en general. Llurs melodies es troben inspirades en el folklore nacional, sent de tant senzilla contextura que moltes d'elles han estat adaptades als carillons de Leiden i Middelburg.

## Obres més conegudes
Comedies líriques
- Idylle:
- Bloemensproke:
- Plato:
- Alianora:

### Òpera
- Bloemenkind: òpera

### Cantata
- Konninginne:

### Poemes simfònics
- Zelandia:
- Zevenzot:
- Zonnewg:
- Zotskap:
- Zelma:
- Minone;
- Kolma:

A més va compondre tres simfonies; un gran nombre d'obertures i cançons, i petites composicions per a cors, violí, piano i quartet de corda.